# 마이클 콘포토
마이클 토마스 콘포토(영어: Michael Thomas Conforto, 1993년 3월 1일 ~ )는 미국의 야구 선수로, 메이저 리그에 소속되어 있는 샌프란시스코 자이언츠의 외야수이다.